# Dalit

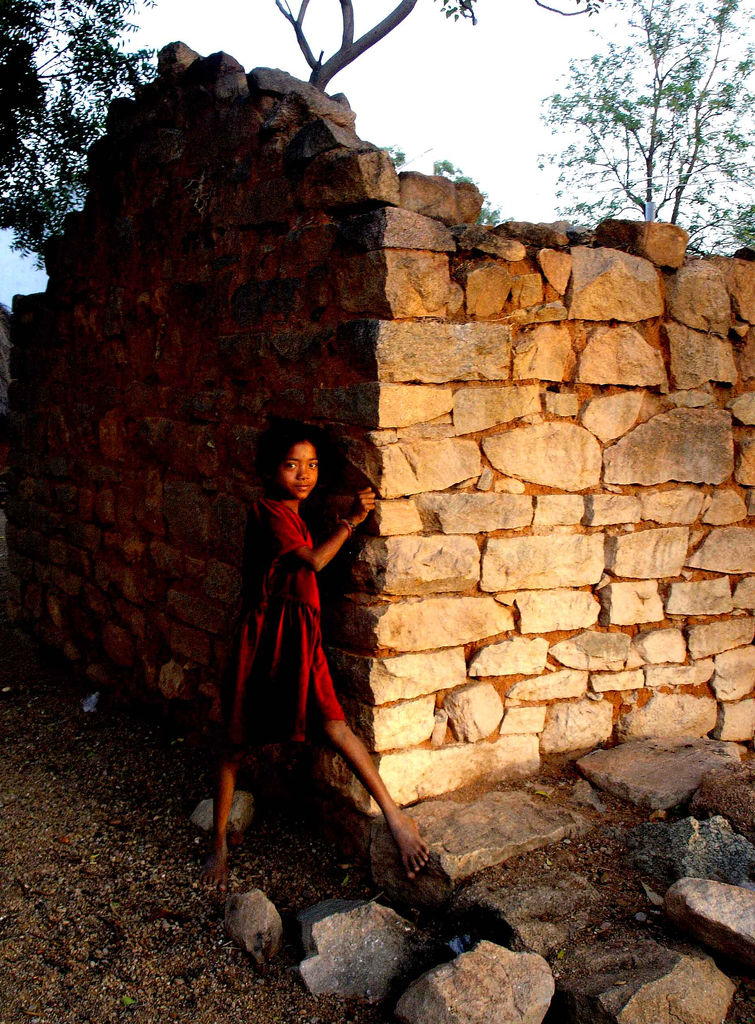
Dziewczynka należąca do „niedotykalnych” (stan Andhra Pradesh)

Dalitowie (popularnie pariasi, hindi दलित, trl. dalit (uciśnieni), dawniej hindi haridźan, potocznie także niedotykalni) — zbiorcza nazwa określająca różne grupy ludności w indyjskim systemie kastowym. Zaliczają się do nich zarówno osoby należące do najniższych kast (dźati), jak i osoby, które w ogóle znajdują się poza systemem kastowym. Z danych z 1991 r. wynika, że liczebność dalitów szacowano na około 260 mln (Indie, Bangladesz, Nepal, Sri Lanka), z tego w Indiach żyło ówcześnie około 150–160 milionów takich osób.

## Nazwa
- W ujęciu historycznym, określenia dotyczące tych grup społecznych zmieniały się z biegiem czasu. Ariowie nazywali ciemnoskórą podbitą ludność Dasami (niewolnikami).
- W późniejszym okresie jednym z częstych sanskryckich określeń było używane do niedawna słowo ćandala (obecnie jest to nazwa tylko jednej grupy niedotykalnych[3]).
- Po uzyskaniu niepodległości, Mahatma Gandhi, próbując zintegrować niedotykalnych z resztą społeczeństwa, ukuł na ich określenie termin Haridźan (ang. Harijan, dosłownie: „ludzie Boga”) o pozytywnych konotacjach, który jednak z biegiem czasu się zdewaluował.
- Na początku lat osiemdziesiątych XX w. powstał ruch społeczny zainicjowany przez samych niedotykalnych, którzy w celu zwrócenia uwagi społecznej na swój problem wybrali jako samookreślenie słowo dalit (przygnębieni[4], uciemiężeni).

## Przynależność
Tradycyjnie do niedotykalnych zalicza się osoby wykonujące tzw. nieczyste zawody. Do tej kategorii zalicza się przede wszystkim czynności związane z:
- odbieraniem życia innym stworzeniom (np. rybacy i rzeźnicy);
- zabijaniem bydła lub usuwaniem padłych krów;
- kontaktem ze śliną, moczem i kałem bądź nawet potem człowieka (np. sprzątacze latryn, pracze);
- jedzeniem mięsa bydła, świń, ptaków itp. (głównie rdzenna ludność Indii — tzw. Adivasi).

## Dyskryminacja
Aż do przyjęcia Konstytucji Indii niedotykalni doznawali różnych szykan, których dotkliwość w zależności od regionu zwiększała się wraz z przesuwaniem się z północy na południe kraju. Na przykład pozwalano im mieszkać jedynie w wydzielonych miejscach (przedmieścia miast), zakazywano wchodzenia do świątyń, szkół, korzystania ze studni używanych przez członków wyższych kast. Przez członków wyższych kast ich dotknięcie było uważane za nieczyste i dlatego wymagało przeprowadzenia rytuału oczyszczającego (w południowych częściach Indii nawet spojrzenie niedotykalnego uważano za nieczyste). Takie traktowanie oraz dziedziczność przynależności do kast skłoniła wielu niedotykalnych do porzucenia hinduizmu i przejścia na islam, buddyzm bądź chrześcijaństwo, co umożliwiało wyrwanie się z kręgu napiętnowania społecznego.

## Emancypacja
Proces emancypacji rozpoczął się już w latach 30 XX w. Czołową postacią tego ruchu był Bhimrao Ramji Ambedkar — pierwszy niedotykalny, który zdobył wykształcenie uniwersyteckie. W 1932 r. udało mu się uzyskać pewną pulę miejsc dla niedotykalnych we władzach lokalnych w Pune. W latach pięćdziesiątych XX w. jednak, nie widząc możliwości przeprowadzenia istotnych reform w łonie hinduizmu, nakłonił setki tysięcy członków najniższych kast do spektakularnego przejścia na buddyzm.
Problem istnienia niedotykalnych został nagłośniony głównie dzięki działalności Mahatmy Gandhiego, który opowiadał się za równouprawnieniem harijan w życiu społecznym i gospodarczym. Od 1947 roku część społeczeństwa indyjskiego zaczęła odchodzić od tego podziału, chociaż wciąż jest to proces bardzo powolny. W 1997 roku Kocheril Raman Narayanan został pierwszym niedotykalnym, który sprawował urząd głowy państwa (prezydenta Indii).

## Status prawny
Konstytucja Indii (1950) i Konstytucja Pakistanu (1953) uznały obostrzenia oraz sankcje społeczne stosowane wobec dalitów za bezprawne. W indyjskich aktach prawnych zamiast określenia „dalit” stosuje się między innymi terminy angielskie, jak np. „scheduled castes”.

## Znani Dalitowie
- Bhimrao Ramji Ambedkar — prawnik i polityk, działający na rzecz równouprawnienia dalitów.
- Kumari Mayawati — czterokrotna szef rządu stanu Uttar Pradesh.
- Kocheril Raman Narayanan — polityk indyjski, Prezydent Indii w latach 1997–2002.
- Kansi Ram — pierwszy przywódca Bahujan Samaj Party (BSP).